# Eufemism
Eufemismer (av grekiskans ἐυφήμη eufeme "fint tal", sammansättning av εὖ eu "väl, bra" och φήμη feme "ord, tal") är förskönande, förmildrande eller beslöjande omskrivningar, ofta för saker som anses oangenäma, anstötliga eller tabu.

## Anledningar till bruk av eufemismer
Anledningar till bruket av eufemismer kan vara medlidande, artighet eller blygsamhet. En eufemism kan vara ett uttryck för politisk korrekthet, och kan användas eftersom den äldre eller mer gängse termen är nedlåtande eller oartig. Det kan också användas som maktmedel för att genom namnbyte och omskrivningar dölja eller skapa acceptans för kontroversiella saker. För ett och samma begrepp kan det finnas flera olika termer som är eufemismer, neutrala eller nedlåtande och som ibland används parallellt. 
Med tiden kan det ske en glidning så att en eufemism som tidigare sågs som neutral anses bära en negativ laddning och då uppstår behovet av nya eufemismer. Det tidigare neutrala begreppet "intellektuell funktionsnedsättning", som i ökande omfattning omnämns som "intellektuell funktionsvariation", är en eufemism för det tidigare använda ordet "utvecklingsstörning", som innan dess var en eufemism för det föråldrade begreppet "idiot", vilket var en eufemism för "sinnesslö". Att behov av nya eufemismer uppstår återkommande när gamla begrepp fått negativ laddning kallas på engelska ”the euphemism cycle”, eller med Steven Pinkers uttryck ”the euphemism treadmill” (eufemismekorrhjulet), men ingen etablerad svensk beteckning på fenomenet finns.
Ett annat exempel på ett begrepp där eufemismer ständigt förnyas är toalett, från franska ordet för ett litet tygstycke, som även kallas WC, "water closet" bokstavligen "vattengarderob", badrum, tidigare dasset från tyska "Das Haus" och även avträde, från tyska "abtritt". I nysvenska förekom ordet hysken, och i fornsvenskan privet, men det vanligaste svenska ordet för toalett genom alla tider har sitt ursprung i fornsvenskans hemelikhus "hemlighus" (även himmelhus, hemelhus) ett ord som följt det svenska språket i hundratals år.
1900-talet har inneburit en reaktion mot vissa eufemismer som därmed har blivit kontroversiella, som positiv särbehandling/kvotering (affirmative action) för omvänd diskriminering, och förbättrade förhörstekniker (enhanced interrogation techniques) för tortyr, medan nya eufemismer har tillkommit, som gästarbetare, lokalvårdare och friställa.
Många ord är eufemismer i vissa sammanhang men normala i andra; till exempel kan "tjej" ses som en eufemism om ordet används om en medelålders kvinna,[källa behövs] medan det är en neutral beteckning på en flicka i tonåren. Vad som skall anses som en eufemism är ibland oklart. En term som uppfattas som neutral av en person kan uppfattas som en eufemism av en annan person. Ibland konstrueras löjeväckande eufemismer, möjligen som ett sätt att raljera över bruket av eufemismer eller som ett sätt att vara nedlåtande under sken av att visa respekt.

## Typer av eufemismer
Noaord är omskrivningar för ord som enligt folktro har varit tabu, exempelvis "Hin håle" för "Satan". Många noaord har nästan helt ersatt det ursprungliga ordet – ett exempel är "varg" som eufemism för "ulv". Ämnen som varit tabu på ett mer världsligt plan – framför allt naturbehov, sexualitet och döden – har gett upphov till etikettsmässiga eufemismer, till exempel "gå bort" för "dö" och "framliden" för "avliden". Vetenskapliga beteckningar (till exempel "transpirera" för "svettas") har också använts som eufemismer.[källa behövs]

## Exempel på eufemismer
- Miljöarbetare eller sopgubbe.[8]
- Gå bort – vanligt förekommande eufemism för att dö.[9]